# Volcán Santiaguito
Volcán Santiaguito är en vulkan i Guatemala.   Den ligger i departementet Departamento de Quetzaltenango, i den sydvästra delen av landet, 110 km väster om huvudstaden Guatemala City. Toppen på Volcán Santiaguito är 2 543 meter över havet.

## Terräng och klimat
Terrängen runt Volcán Santiaguito är bergig söderut, men norrut är den kuperad. Runt Volcán Santiaguito är det tätbefolkat, med 397 invånare per kvadratkilometer. Närmaste större samhälle är Quetzaltenango, 10,8 km nordost om Volcán Santiaguito. I omgivningarna runt Volcán Santiaguito växer i huvudsak städsegrön lövskog.